# Pfarrkirche Mönchdorf

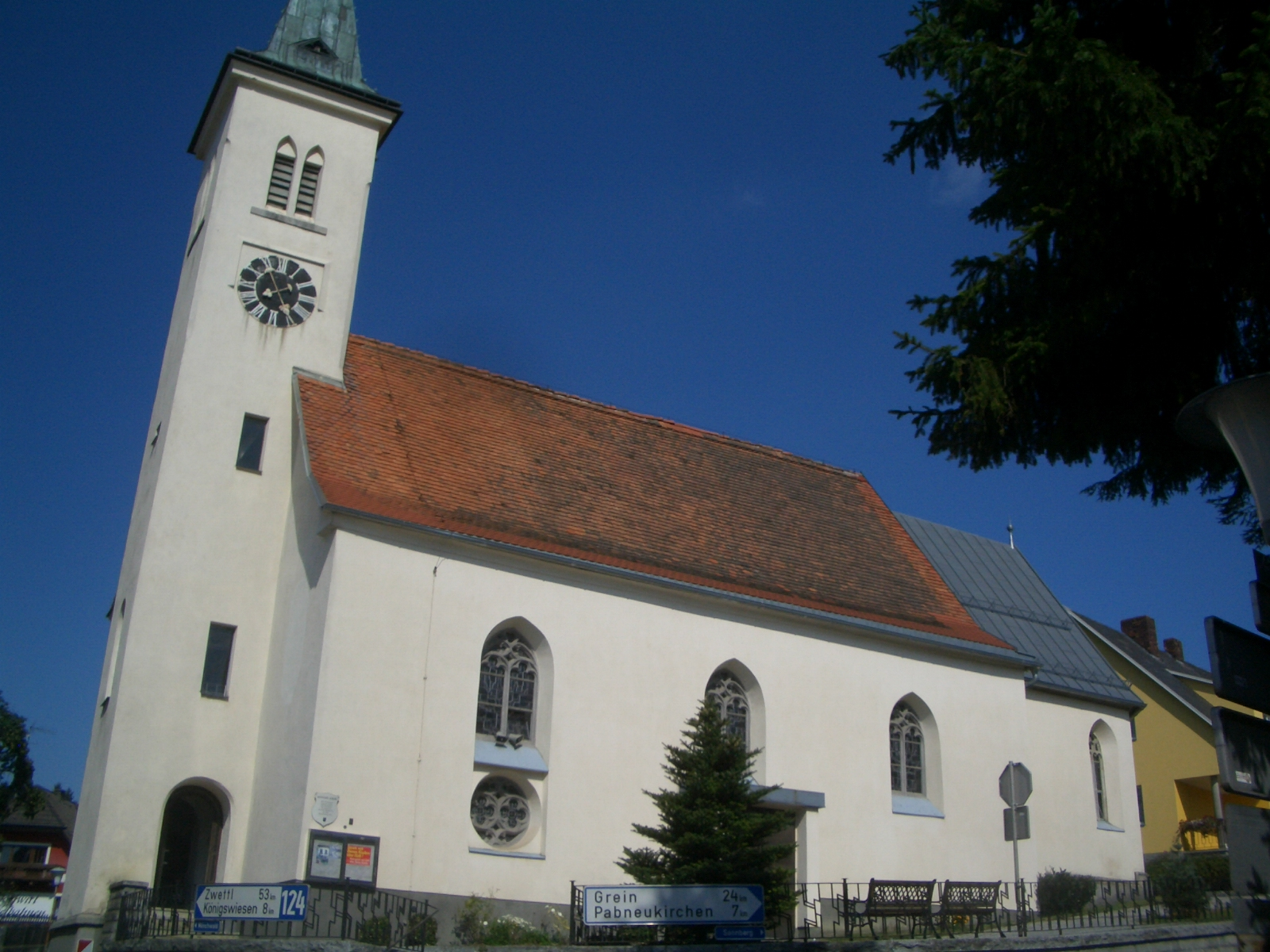
Katholische Pfarrkirche hl. Katharina in Mönchdorf

Die Pfarrkirche Mönchdorf steht am östlichen Rand des Ortes Mönchdorf in der Marktgemeinde Königswiesen im Bezirk Freistadt in Oberösterreich. Die der Heiligen Katharina von Alexandrien geweihte römisch-katholische Pfarrkirche gehört zum Dekanat Unterweißenbach in der Diözese Linz. Die Kirche steht unter Denkmalschutz (Listeneintrag).

## Geschichte

### Pfarrgeschichte
Eine erste kleine Kirche wurde bei einem der Hussiteneinfälle ins Mühlviertel im Jahr 1428 zerstört. Am 26. November 1434 wurde die wiederhergestellte Filialkirche der Pfarrkirche Königswiesen von „Matthias episcopus Victrisensis“, dem damaligen Weihbischof von Passau, neu geweiht. 1779 wurde die Filialkirche zur Pfarrkirche erhoben.

### Baugeschichte
In den östlichen Bereichen der nördlichen und südlichen Mauern des Langhauses werden romanische Teile vermutet. Der Chor wurde 1510/1520 erbaut. 1841 wurde das Langhaus nach Westen erweitert und der Westturm errichtet. 1884 wurde nach den Plänen des Architekten Raimund Jeblinger das Langhaus eingewölbt. 1911 wurde am Turm gebaut. 1970/1972 war eine Restaurierung. 1971 wurden an der Nordseite des Langhauses eine Sakristei und eine Kapelle angebaut, 1987 wurde westlich davon die Aufbahrungshalle erweitert.

## Architektur
Der strebepfeilerlose Kirchenbau steht auf einem nach Osten ansteigenden Gelände. Sie hat im Chorinneren ein wesentlich tieferes Bodenniveau als außen. Die neugotische dreischiffige, dreijochige und kreuzgratgewölbte Langhaushalle hat sehr schmale Seitenschiffe. Der breite spätgotische Chor mit einem Netzrippengewölbe hat zwei Joche mit einem flachen dreiseitigen Schluss. Der neugotische Westturm ist schlank. Im Norden stehen die Anbauten einer Sakristei, einer Kapelle und einer Aufbahrungshalle.
Das Langhaus hat ein gekehltes Traufgesims und runde wie auch spitzbogige, zweibahnige, neugotische Maßwerkfenster aus 1884. Der spätgotische Chor hat einen gestuften Sockel und ein Traufgesims mit zweibahnigen spätgotischen Maßwerkfenstern. Das Satteldach ist am Chorschluss abgewalmt. Der Turm trägt einen Pyramidenhelm, die Glockenstube hat schlanke gekuppelte Spitzbogenfenster.
Das Kircheninnere zeigt im Langhaus ungewöhnliche Proportionen, niedrige neugotische Achteckpfeiler mit profilierten Kapitellen und darüber besonders hoch gestelzte spitzbogige Kreuzgratgewölbe mit mächtigen Scheidbögen. Ein neugotisches Schulterbogenportal in der Nordwand erschließt die Beichtkapelle. Im südlichen Chorwinkel besteht das ehemalige Sakristeiportal zur abgebrochenen Sakristei. Das Westportal hat eine neubarocke Feldertüre aus dem Ende des 19. Jahrhunderts. Die neugotische Westempore ruht auf Segment- und Rundbogenarkaden und zeigt eine kassettierte Brüstung. Der spätgotische rundbogige Triumphbogen ist gefast. Der Turm hat im Erdgeschoß ein Kreuzgratgewölbe. Der Aufgang zur Glockenstube führt über eine gusseiserne Wendeltreppe.
Die Glasfenster schuf Odilo Kurka, 1974 im Langhaus, 1982/1987 im Chor.

## Ausstattung
Das Kruzifix im Chor schuf Johann Langthaler 1975. Im Langhaus sind Figuren der ehemaligen neugotischen Altäre von Ludwig Linzinger, im Norden Leonhard, Florian, Josef aus 1896, im Süden Notburga, Barbara, Maria aus 1886, an der Westempore Petrus, Katharina, Paulus aus 1894. Das Kruzifix in der Beichtkapelle ist aus dem zweiten Viertel des 18. Jahrhunderts. Ein Heiliges Grab aus 1910 ist in Verwahrung. Die Kreuzwegbilder malte Engelbert Daringer 1914. Im Turmerdgeschoß steht eine Pietà von Franz Xaver Fuchs 1934. Das Taufbecken und den Volksaltar schuf Karl Spindelberger 1975. Ein neugotischer Altartisch aus 1896 steht in der Beichtkapelle. Das Weihwasserbecken ist aus dem 17./18. Jahrhundert.
Die Orgel baute 1996 Martin Pflüger mit einer ungleichstufigen Stimmung, I Man./8 1/2 Reg. Eine Glocke wurde um 1330 gegossen.